# Артър Макдоналд
Артър Брус Макдоналд (на английски: Arthur Bruce McDonald) е канадски астрофизик.
Той е носител на Нобелова награда за физика за 2015 г., заедно с японеца Такааки Каджита, „за откриването на неутринната осцилация, която показва, че неутриното има маса“.

## Биография
Роден е на 29 август 1943 година в Сидни, провинция Нова Скотия, Канада. През 1965 година завършва физика в Университета „Далхаузи“ (Dalhousie University), а през 1969 година защитава докторат в Калифорнийския технологичен институт при Уилям Алфред Фаулър. Работи в ядрените лаборатирии „Чок Ривър“ в Дийп Ривър (1970 – 1982), след което преподава в Принстънския университет (1982 – 1989) и Университета „Куинс“ (от 1989). Известен е с изследванията си на елементарната частица неутрино и демонстрирането, че тя притежава собствена маса.